# Salz, Rhön-Grabfeld
Salz là một đô thị trong huyện Rhön-Grabfeld bang Bayern thuộc nước Đức.